# Vähäjärvet
Vähäjärvet är en sjö i Pajala kommun i Norrbotten och ingår i Kalixälvens huvudavrinningsområde. Sjön har en area på 0,562 kvadratkilometer och ligger 171,9 meter över havet. Vähäjärvet ligger i Torne och Kalix älvsystem Natura 2000-område.

## Delavrinningsområde
Vähäjärvet ingår i det delavrinningsområde (746254-180029) som SMHI kallar för Utloppet av Vähäjärvet. Medelhöjden är 174 meter över havet och ytan är 5,01 kvadratkilometer. Det finns inga avrinningsområden uppströms utan avrinningsområdet är högsta punkten. Vattendraget som avvattnar avrinningsområdet har biflödesordning 3, vilket innebär att vattnet flödar genom totalt 3 vattendrag innan det når havet efter 169 kilometer. Avrinningsområdet består mestadels av skog (18 procent) och sankmarker (70 procent). Avrinningsområdet har 0,56 kvadratkilometer vattenytor vilket ger det en sjöprocent på 11,2 procent.